# Miss Italia 2017
Miss Italia 2017 si è svolta il 9 settembre 2017. La sede è stata, per la quinta volta, il Palazzo del Turismo di Jesolo. La serata è stata condotta da Francesco Facchinetti con la partecipazione di Roberta Lanfranchi nel ruolo di inviata dal backstage. La manifestazione è stata trasmessa in simulcast da LA7 e LA7d.
La serata finale è stata preceduta da una puntata incentrata sulle semifinali intitolate Miss Italia - Gli esami, narrata dalla voce fuori campo di Francesco Pannofino, in onda il 3 settembre in prima serata, e da una striscia pomeridiana intitolata Miss Italia Chef, in onda il 6, 7 e 8 settembre con la conduzione di Simone Rugiati e la partecipazione di Rosanna Lambertucci.
La vincitrice dell'edizione è la ventunenne Alice Rachele Arlanch di Vallarsa (TN), seconda Miss Italia proveniente dal Trentino-Alto Adige a vincere il titolo dopo Claudia Andreatti nel 2006. Seconda classificata per una manciata di voti la diciottenne Laura Coden di Feltre (BL) arrivata in finale non con la fascia veneta bensì con quella romagnola e infine terza classificata la friulana Samira Lui di Udine.

## Le concorrenti
- 01) Francesca Ena (Miss Alpitour Sardegna)
- 02) Sara Croce (Miss Miluna Lombardia)
- 03) Anna Spina (Miss Eleganza Joseph Ribkoff Toscana)
- 04) Maria Francesca Guido (Miss Calabria)
- 05) Noemi Lapolla (Miss Basilicata)
- 06) Annabruna Di Iorio (Miss Abruzzo)
- 07) Alice Rachele Arlanch (Miss Trentino-Alto Adige)
- 08) Anastasia Ovchar (Miss Alpitour Umbria)
- 09) Giulia Franco (Miss Eleganza Joseph Ribkoff Emilia-Romagna)
- 10) Martina Bassi (Miss Equilibra Lombardia)
- 11) Adelaide Compagno (Miss Tricologica Sicilia)
- 12) Daniela Mazzaferro (Miss Curvy Marche)
- 13) Emilia Paolicelli (Miss Miluna Puglia)
- 14) Linda Pani (Miss Tricologica Veneto)
- 15) Syria Vendemmiale (Miss Rocchetta Bellezza Liguria)
- 16) Diletta Venturi (Miss Equilibra Toscana)
- 17) Maria Cristina Lucci (Miss Curvy Campania)
- 18) Carola Briola (Miss Equilibra Piemonte e Valle d'Aosta)
- 19) Francesca Valenti (Miss Milano)
- 20) Sara Bucci (Miss Molise)
- 21) Elisa Rinalduzzi Aloys (Miss Rocchetta Bellezza Lazio)
- 22) Anna Bardi (Miss Jesolo)
- 23) Teresa Caterino (Miss Campania)
- 24) Roberta Di Re (Miss Roma)
- 25) Ilenia Bravetti (Miss Rocchetta Bellezza Marche)
- 26) Anna Passalacqua (Miss Eleganza Joseph Ribkoff Sicilia)
- 27) Federica Calemme (Miss Tricologica Campania)
- 28) Samira Lui (Miss Miluna Friuli Venezia Giulia)
- 29) Laura Coden (Miss Romagna)
- 30) Maria Malandrucco (Miss Alpitour Lazio)

## Riserve
- 31) Rossella Fiorani (Miss Equilibra Marche)
- 32) Serena Corvino (Miss Curvy Campania)

## Piazzamenti
| Risultato finale | Concorrente |
| ---------------- | --- |
| Miss Italia 2017 | - – Alice Rachele Arlanch (07)                                                                                              |
| 2ª classificata  | - – Laura Coden (29) |
| 3ª classificata  | - – Samira Lui (28) |
| Top 5            | - – Sara Croce (02) - – Maria Malandrucco (30)                                                                              |
| Top 10           | - – Anna Spina (03) - – Francesca Valenti (19) - – Teresa Caterino (23) - – Roberta Di Re (24) - – Anna Passalacqua (26)    |
| Top 15           | - – Francesca Ena (01) - – Maria Francesca Guido (04) - – Martina Bassi (10) - – Adelaide Compagno (11) - – Linda Pani (14) |

## Titoli speciali nazionali
- Miss Cinema Caffè Motta: Francesca Ena (Sardegna)
- Miss Miluna: Anna Bardi (Veneto) (che eredita la fascia da Alice Rachele Arlanch (Trentino-Alto Adige)
- Miss Equilibra: Linda Pani (Veneto)
- Miss Tricologica: Sara Croce (Lombardia)
- Miss Rocchetta Bellezza: Roberta Di Re (Lazio)
- Miss Sport Freddy: Laura Coden (Emilia-Romagna)
- Miss Eleganza Joseph Ribkoff: Martina Bassi (Lombardia)
- Miss Sorriso Daygum White: Adelaide Compagno (Sicilia)
- Miss Alpitour: Francesca Valenti (Lombardia)
- Miss Dermal Institute: Anna Passalacqua (Sicilia)
- Miss Simpatia Interflora: Maria Francesca Guido (Calabria)
- Miss Giadamarina: Ilenia Bravetti (Marche)
- Miss Fria: Carola Briola (Piemonte)
- Miss Babyliss: Teresa Caterino (Campania)
- Miss Benessere Del Monte: Giulia Franco (Emilia-Romagna)
- Miss Very Normal Size: Daniela Mazzaferro (Marche)
- Miss Italia Chef: Samira Lui (Friuli Venezia Giulia)
- Miss TV Sorrisi e Canzoni: Federica Calemme (Campania)
- Miss Diva e Donna: Alice Rachele Arlanch  (Trentino Alto Adige)
- Miss Talento: Maria Cristina Lucci (Campania)
- Miss Coraggio: Rossella Fiorani (Marche)
- Miss Social Optima: Linda Pani (Veneto)
- Miss Voce RDS: Maria Cristina Lucci (Campania)

## Finaliste per Regione
| Finaliste | Regione               |
| --------- | --------------------- |
| 3         | Campania              |
| 3         | Lazio                 |
| 3         | Lombardia             |
| 2         | Emilia-Romagna        |
| 2         | Marche                |
| 2         | Sicilia               |
| 2         | Toscana               |
| 2         | Veneto                |
| 1         | Abruzzo               |
| 1         | Basilicata            |
| 1         | Calabria              |
| 1         | Friuli-Venezia Giulia |
| 1         | Liguria               |
| 1         | Molise                |
| 1         | Piemonte              |
| 1         | Puglia                |
| 1         | Sardegna              |
| 1         | Trentino-Alto Adige   |
| 1         | Umbria                |
| 0         | Valle d'Aosta         |

## Giuria
- Manuela Arcuri
- Francesca Chillemi
- Christian De Sica
- Nino Frassica
- Gabriel Garko

### Social Room
Composta da influencer e web star, elegge Miss Social:
- iPantellas
- Angelica Massera
- Chiara Nasti
- Giulia Valentina Palermo

## Ospiti
- Gabriella Germani
- Gessica Notaro
- Simone Rugiati

## Ascolti TV

### Miss Italia - Gli esami
| Messa in onda    | Telespettatori | Share |
| ---------------- | -------------- | ----- |
| 3 settembre 2017 | 455.000        | 2,25% |

### Miss Italia Chef
| Puntata | Messa in onda    | Telespettatori | Share |
| ------- | ---------------- | -------------- | ----- |
| 1       | 6 settembre 2017 | 146.000        | 1,04% |
| 2       | 7 settembre 2017 | 132.000        | 0,95% |
| 3       | 8 settembre 2017 | 158.000        | 1,20% |

### Serata finale
| Messa in onda    | LA7            | LA7   | LA7d           | LA7d  | LA7 + LA7d     | LA7 + LA7d |
| Messa in onda    | Telespettatori | Share | Telespettatori | Share | Telespettatori | Share      |
| ---------------- | -------------- | ----- | -------------- | ----- | -------------- | ---------- |
| 9 settembre 2017 | 936.000        | 6,54% | 168.000        | 1,20% | 1.104.000      | 7,74%      |